# Сафяни
Сафяни (на украински: Саф'яни) е село в южна Украйна, административен център на Сафянски селски съвет в Измаилски район на Одеска област. Населението му според преброяването през 2001 г. е 2962 души.

## Население

### Езици
Численост и дял на населението по роден език, според преброяването на населението през 2001 г.:
| Роден език | Численост | Дял (в %) |
| Общо       | 2962      | 100.00    |
| Украински  | 2452      | 82.78     |
| Руски      | 353       | 11.91     |
| Български  | 82        | 2.76      |
| Молдовски  | 50        | 1.68      |
| Цигански   | 17        | 0.57      |
| Гагаузки   | 4         | 0.13      |
| Беларуски  | 1         | 0.03      |
| Други      | 3         | 0.10      |

## Личности
Родени в Сафяни
- Алексей Порошенко (р. 1936), политик и предприемач